# Kate Walsh (cantante)
Kate Walsh es un cantautora inglesa originaria de Burnham-on-Crouch, Essex.

## Carrera
Kate Walsh estudió música desde niña, en el conservatorio y está graduada por el Instituto de Brighton de Música Moderna. Después de unos años subiendo su música a webs como Myspace, su primer álbum, Clocktower Park, (producido por Lee Russell), fue editado en 2003 por Kitchenware Records. El álbum fue llamado así por un lugar de salida de su ciudad natal. En 2007, sacó su segundo álbum, Tim's House. El nombre se debe a que el estudió de grabación fue un dormitorio de la casa de su amigo productor "Tim" insonorizado con unas cortinas de terciopelo. Rápidamente se hizo el No 1 el álbum en el UK iTunes Store, e iTunes se ofreció a venderlo y alcanzó el número 1 en las listas de folk de varios países de Europa. Así se ha convertido en una revelación que se resiste a ser absorbida por el mercado multinacional, rechazando invitaciones para grandes convenciones de cazatalentos. Sus actuaciones están alejadas de las multitudes.

## Discografía
- Clocktower Park (2003)
- Tim's House (2007)